# مبانی شیمی تجزیه
مبانی شیمی تجزیه کتابی با ترجمهٔ هوشنگ خلیلی، عبدالرضا سلاجقه، ابوالقاسم نجفی است که در سال ۱۳۷۰ منتشر و در مراسم کتاب سال جمهوری اسلامی ایران به‌عنوان کتاب برگزیده معرفی شد.